# Johann Bensheimer
Johann Bensheimer (* Mitte des 17. Jahrhunderts in Dresden; † Ende des 17. Jahrhunderts ebenda) war ein deutscher Zeichner und Kupferstecher.

## Leben
Bensheimer war zwischen 1655 und 1699 in Dresden, Danzig und möglicherweise auch in Berlin tätig. Er stach unter anderem Bildnisse von sächsischen Kurfürsten und signierte sie meistens mit I. Bensh. oder I. B. Irrtümlich wurde er auch als Medailleur bezeichnet der mit J. B. signierte. Später wurden diese Werke jedoch dem Münzmeister und Medailleur Johann Buchheim (* 1624; † 5. Juli 1683) zuerkannt, der für den Bischof Karl Ferdinand von Breslau tätig war. Zuvor waren einige Medaillen hingegen dem Johann Blum zugeschrieben worden.
Werke (Auswahl)
- Calvaria et via dolorosa passionis D.N. Iesu Christi Prope Civitatem Weiheropolin in Polonia
- Carl XI. König von Schweden
- Joh. Finke, Hofmaler zu Dresden
- Val. v. Winter, Oberst und Stadtcommandant von Danzig
- Ratsherr Christian Schweickert (1668 in Kupfer gestochen, nach einem Bildnis von Adolf Boy)